# Minichlacke
Die Minichlacke ist ein kleiner Teich im 23. Wiener Bezirk, Liesing.

## Beschreibung
Die Minichlacke ist ein kleiner, ca. 600 m² großer, romantischer Fischteich im Maurer Wald an der Quelle des Knotzenbaches, von der er gespeist wird und in weiterer Folge in den Knotzenbach abfließt. Die Minichlacke ist ein beliebter Zwischenstopp von Hundebesitzern und Spaziergehern im Maurer Wald und liegt nur wenige Gehminuten vom Parkplatz am Ende der Maurer-Lange-Gasse entfernt. Zwei Parkbänke am Teichrand laden zum Verweilen ein.

## Geschichte
Die Minichlacke wurde nach dem ehemaligen Oberförster Hannes Minich benannt, der in den 1980er Jahren Revierförster im Maurer Wald war. Vermutlich in dieser Zeit wurde das Biotop auch angelegt. Später arbeitete er beim Naturschutzbund Österreichs und war zuletzt, bis zu seinem Ableben, der Präsident der Wiener Landesgruppe des Naturschutzbund Österreichs.

## Einzelnachweise

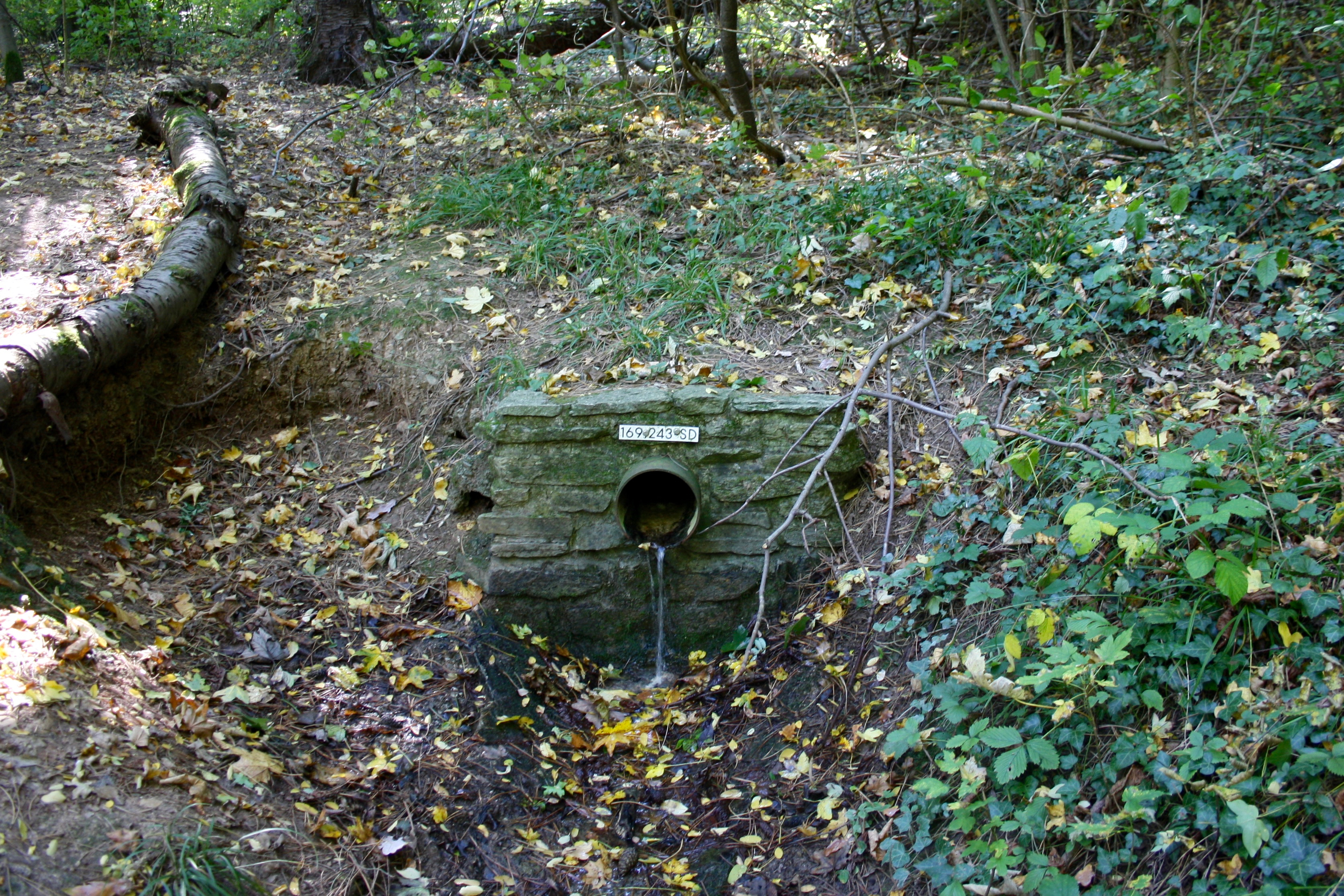
Gefasste Quelle des Knotzenbachs (2017)

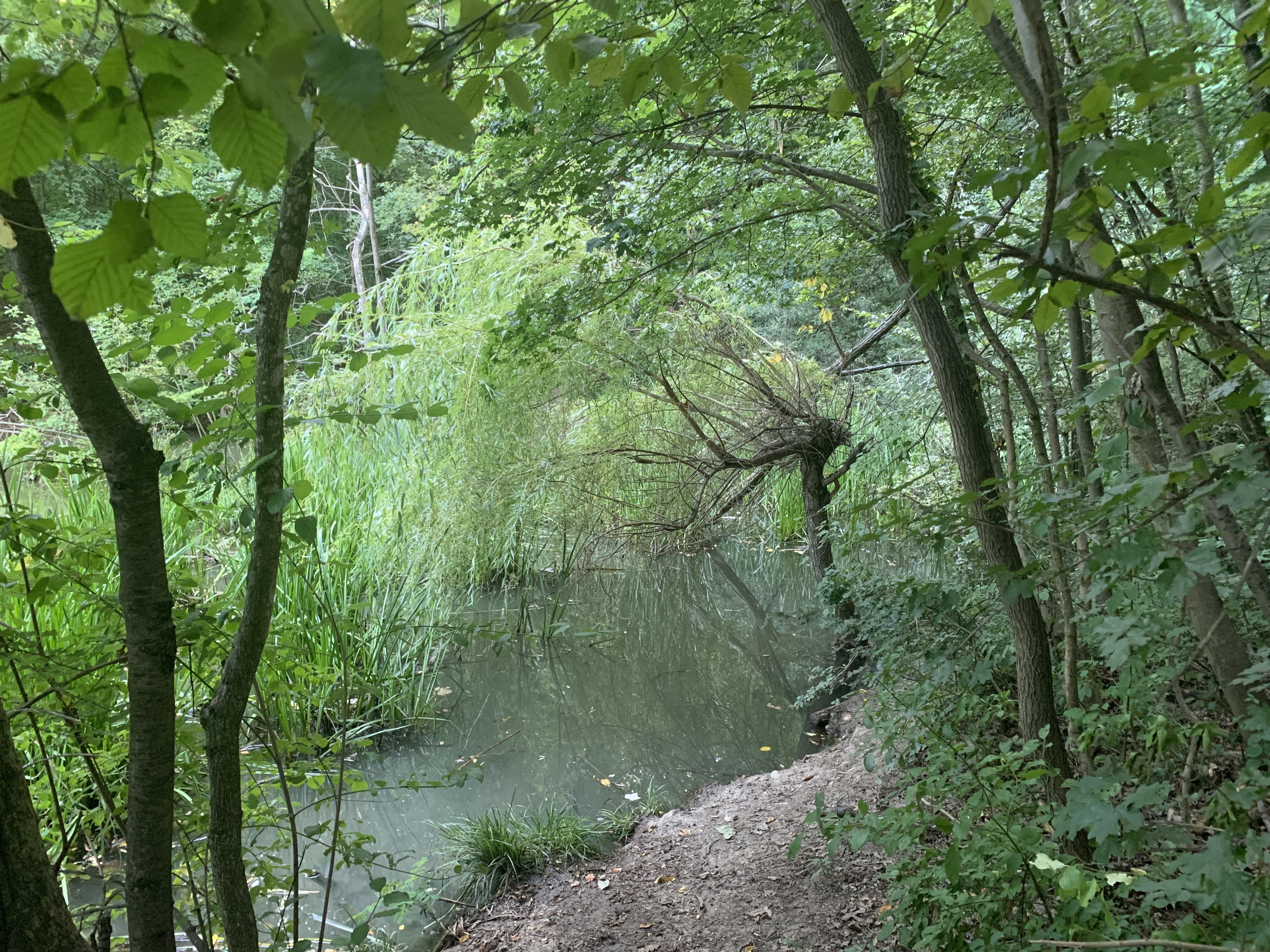
Minichlacke (2019)